# 杉本尚次
杉本 尚次（すぎもと ひさつぐ、1931年4月27日- 2022年2月20日）は、日本の地理学者・文化人類学者。専攻は文化地理学。国立民族学博物館名誉教授・総合研究大学院大学名誉教授。

## 来歴・人物
大阪府大阪市出身。大阪市立大学文学部文学研究科博士課程修了。国立民族学博物館教授・第5研究部長を経て、1992年3月末をもって定年退職、同名誉教授。その後は関西学院大学教授、大阪人間科学大学教授を務めた。
1968年、学位論文「日本における民家の地理学的研究」で大阪市立大学より文学博士の学位を取得。
2022年2月20日、死去。90歳没。死没日付をもって正五位に叙され、瑞宝中綬章を追贈された。

## 著作
- 『近畿地方の民家』明玄書房, 1969
- 『日本民家の研究 その地理学的考察』（ミネルヴァ書房）1969
- 『日本民家探訪 民俗・地理学的考察』創元社, 1974
- 『九州地方の民家』明玄書房, 1977.2
- 『近畿地方の民家』明玄書房, 1981.9
- 『西サモアと日本人首長 村落調査記1965-1980 』（古今書院）1982
- 『フィールドワークの方法』（講談社現代新書）1983
- 『日本民家の旅』（NHKブックス・日本放送出版協会）1983
- 『住まいのエスノロジー 日本民家のルーツを探る』(住まい学大系（住まいの図書館出版局）1987
- 『ベースボール・シティ :スタジアムにみる日米比較文化』福武書店・福武ブックス, 1990.2
- 『欧米伝統文化の実像 「民家」を中心とした生活形態の研究』PHP研究所, 1991.11
- 『アメリカの伝統文化 野外博物館ガイド』三省堂選書 1992.10
- 『スタジアムは燃えている―日米野球文化論』（NHKブックス・日本放送出版協会）1992
- 『地理学とフィールドワーク』（晃洋書房）1996
- 『世界の野外博物館 環境との共生をめざして』（学芸出版社）2000

### 共著
- 『文化人類学への道 諸民族の自然と生活』三上勝也共著. ミネルヴァ書房, 1973
- 『世界の博物館 14 スウェーデン・デンマーク野外歴史博物館 神話伝説と北欧の民家』岡崎晋共編 講談社, 1978.8
- 『日本の博物館 第3巻 民家と民具 ふるさとの博物館』中村たかを共編 講談社, 1981.8
- 『世界旅行-民族の暮らし 3  住む・憩う  民家と家具、そして人の営み』責任編集 日本交通公社出版事業局, 1982.10
- 『日本のすまいの源流 日本基層文化の探究』編. 文化出版局, 1984.5
- 『おおさかの民家』田主誠共著. 駸々堂出版, 1985.4
- 『変動する現代世界のなりたち 地域・民族・文化』中村泰三共編著. 晃洋書房, 1993.4